# Aquarius (Plantae)
Aquarius, rod vodenog bilja iz porodice žabočunovki sa 26 priznatih vrsta i Sjeverne i Južne Amerike.
Rod je opisan 2018. godine.. Vrste su nekada bile uključivane u rod Echinodorus, u kojemu je danas ostala samo vrsta Echinodorus berteroi (Spreng.) Fassett. Rod Aquarius priznat je od GBIF–a i Kew–a.

## Vrste
1. Aquarius bracteatus (Micheli) Christenh. & Byng
2. Aquarius cordifolius (L.) Christenh. & Byng
3. Aquarius cylindricus (Rataj) Christenh. & Byng
4. Aquarius decumbens (Kasselm.) Christenh. & Byng
5. Aquarius densinervis (Somogyi) Christenh. & Byng
6. Aquarius emersus (Lehtonen) Christenh. & Byng
7. Aquarius floribundus (Seub.) Christenh. & Byng
8. Aquarius glaucus (Rataj) Christenh. & Byng
9. Aquarius grandiflorus (Cham. & Schltdl.) Christenh. & Byng
10. Aquarius grisebachii (Small) Christenh. & Byng
11. Aquarius horizontalis (Rataj) Christenh. & Byng
12. Aquarius inpai (Rataj) Christenh. & Byng
13. Aquarius lanceolatus (Rataj) Christenh. & Byng
14. Aquarius longipetalus (Micheli) Christenh. & Byng
15. Aquarius longiscapus (Arechav.) Christenh. & Byng
16. Aquarius macrophyllus (Kunth) Christenh. & Byng
17. Aquarius major (Micheli) Christenh. & Byng
18. Aquarius palifolius (Nees & Mart.) Christenh. & Byng
19. Aquarius paniculatus (Micheli) Christenh. & Byng
20. Aquarius pubescens (Mart. ex Schult.f.) Christenh. & Byng
21. Aquarius reptilis (Lehtonen) Christenh. & Byng
22. Aquarius scaber (Rataj) Christenh. & Byng
23. Aquarius subulatus (Mart. ex Schult.f.) Christenh. & Byng
24. Aquarius trialatus (Fassett) Christenh. & Byng
25. Aquarius tunicatus (Small) Christenh. & Byng
26. Aquarius uruguayensis (Arechav.) Christenh. & Byng